# Senckenberg Museum für Naturkunde Görlitz
Das Senckenberg Museum für Naturkunde Görlitz (bis 31. Dezember 2008: Staatliches Museum für Naturkunde) ist ein naturkundliches Museum mit den Schwerpunkten Zoologie, Botanik und Geologie. Die Hauptforschungsrichtung liegt auf dem Gebiet der Bodenbiologie. In den Jahren 2006 bis 2017 lag die Zahl der Besucher zwischen 25.000 und 34.000, im Jahr der 3. Sächsischen Landesausstellung 2011 waren es sogar 47.000 Besucher.

## Geschichte

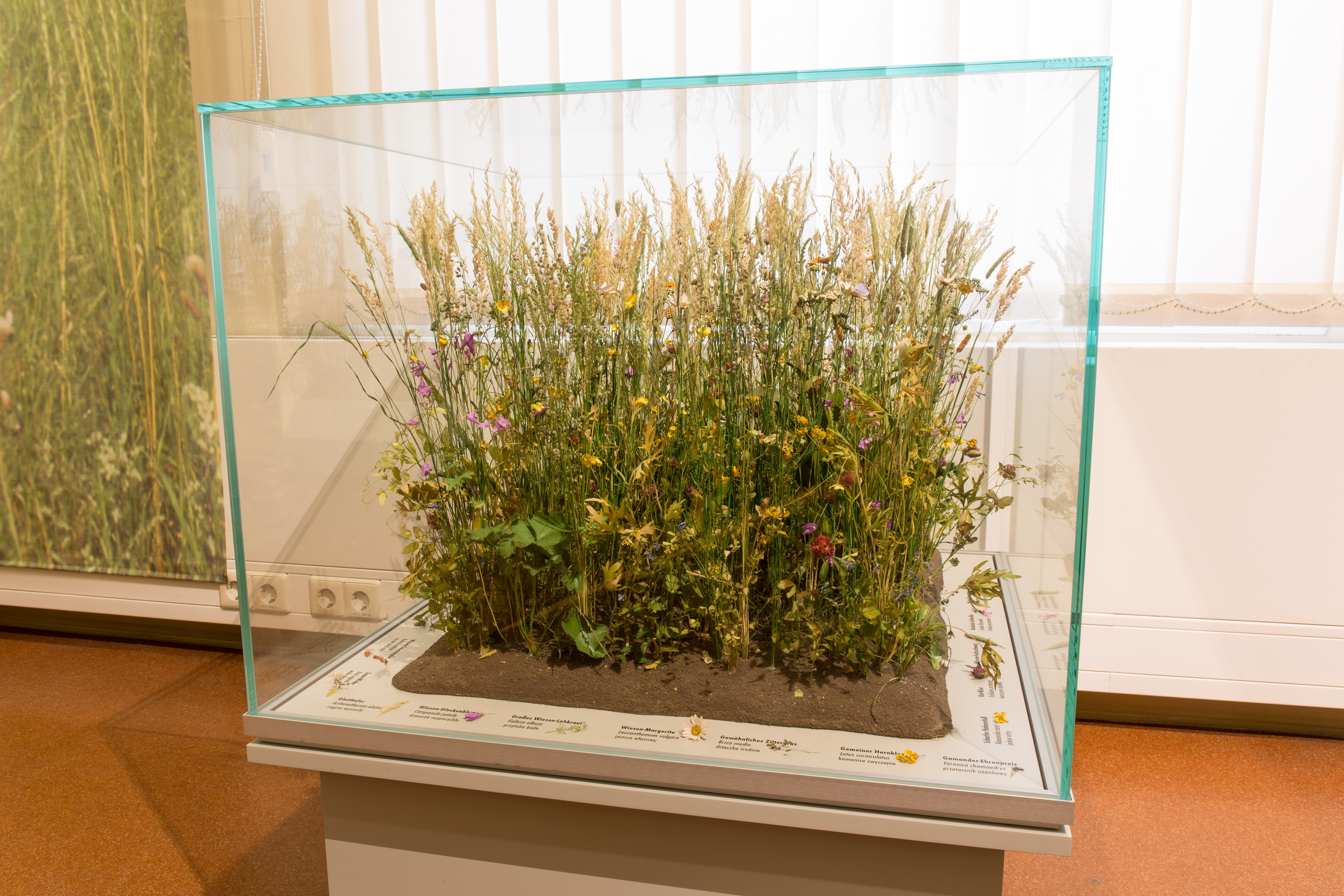
Die Präparationszeit dieses eher unscheinbaren Schaustückes einer Wiese betrug circa zwei Jahre.

Im Jahre 1811 wurde auf Initiative des Tuchkaufmanns Johann Gottlieb Kretzschmar und des Aktuars Giese die Ornithologische Gesellschaft zu Görlitz gegründet. Aus ihr ging 1823 die Naturforschende Gesellschaft zu Görlitz hervor; sie wurde 1990 als Naturforschende Gesellschaft der Oberlausitz wiedergegründet. In den Jahren 1858 bis 1860 errichtete die Görlitzer Gesellschaft durch Initiative des Arztes und Apothekers W. J. Kleefeld und des Ökonomiekommissionsrats Georg von Möllendorff ihr eigenes Museum am zentral gelegenen Marienplatz auf dem ehemaligen Stadtgrabengelände. Es wurde am 26. Oktober 1860 durch Möllendorff feierlich eröffnet. Nach einem Umbau des Museumsgebäudes konnte 1902 der Präsident Walther Freise die Sammlungen wiedereröffnen.

Im Jahr 2008 wurde das Museum in die Wissenschaftsgemeinschaft Gottfried Wilhelm Leibniz aufgenommen. Seit dem 1. Januar 2009 gehört es gemeinsam mit dem Naturmuseum Senckenberg in Frankfurt am Main und den Senckenberg Naturhistorische Sammlungen Dresden zum Verbund der Senckenberg Gesellschaft für Naturforschung.
Ein Neubau mit 8.000 Quadratmetern Nutzfläche ist in Bau und soll 2025 fertiggestellt werden.

## Leitung
Reinhard Peck wurde 1885 zum ersten Museumsdirektor der Naturforschenden Gesellschaft ernannt. Nach ihm wurde der Botaniker Hugo von Rabenau Museumsdirektor, dem wiederum ab 1902 Walther Freise als Präsident folgte. 1921 übernahm nach Freises Tod der Biologielehrer Oskar Herr aus Geldknappheit nebenamtlich die Museumsdirektion.
Von 1959 bis 1995 leitete Wolfram Dunger das Görlitzer Naturkundemuseum. 1995 übergab er die Museumsleitung an Willi Xylander, dem Anfang 2023 Karsten Wesche nachfolgte.

## Sammlungsbestand
Im Jahr 1819 bildeten die ersten Präparate von 181 einheimischen Land- und Wasservögeln, 50 exotischen Vögeln sowie eine Nester- und Eiersammlung das „Kabinet“ der Ornithologischen Gesellschaft. 1827 wurde die Sammlung um 150 nordamerikanische Vogelarten (von G.S. Oppelt, Fairfield, Kanada) erweitert. 1837 wurde die Münzsammlung gestohlen sowie im selben Jahr die Mineralienschränke aufgebrochen. Für die Sammlungsunterbringung wurden 1846 im ersten Stock der Petersstraße 3 für 50 Thaler jährlich drei geräumige Zimmer angemietet. Im selben Jahr konnten Besucher an zwei Vormittagen der Woche die Sammlungen bestaunen. Zum Schutz der Sammlungen vor Unbefugten wurde 1850 ein Vorlegeschloss an der „Kabineths-Thüre“ angebracht. Die Naturforschende Gesellschaft erhielt 1858 von Johann Christian Breutel aus Herrnhut (ein bedeutender Kryptogamen-Spezialist) eine Sammlung von afrikanischen Pflanzen. Im folgenden Jahr kaufte man für 200 Taler die Sammlung des Entomologen und Botanikers August Kelch aus Ratibor. 1860 wurde der Apotheker Reinhard Peck als Kustos (1885 erster Museumsdirektor) verpflichtet. Unter seiner Amtszeit erlebten die Sammlungen einen bedeutenden Aufschwung. Der Ornithologe und Präsident der Gesellschaft Julius von Zittwitz setzte sich für die Erweiterung der Sammlungen ein und präparierte selbst 1500 Vögel für die Gesellschaft. Der Museumsdirektor Hugo von Rabenau erwarb das zentralasiatische Herbar von Sintenis und die umfangreiche Schwarzsche Käfersammlung. 1914 erhielt das Museum als Geschenk des Gesellschaftsmitgliedes Hans Schäfer einen Gorilla aus Kamerun, der zu dieser Zeit in Europa eine Seltenheit war. Im selben Jahr wurde der Gesellschaft auch die Eiersammlung (mit 1400 Eiern von 363 mitteleuropäischen Vogelarten) von Bruno Hecker geschenkt. Die Vogelsammlung von Robert von Loebenstein, eine der bedeutendsten privaten Vogelsammlungen in der Oberlausitz, wurde 1930 ebenso der Gesellschaft geschenkt. Sie fand jedoch keinen Platz mehr in den Räumlichkeiten des Museums und kam daher im ehemaligen Vogtshof (an der Peterskirche) unter.
In den Sammlungen werden heute (Stand 2014) etwa 6,5 Millionen Insekten, Milben, Tausendfüßer, Schnecken, Muscheln, Wirbeltiere (darunter 30.000 Schädel), Pflanzen (rund 375.000 Belege) und Pilze sowie tausende von Mineralien, Gesteinen und Fossilien aufbewahrt. Die Sammlungsgegenstände sind Gegenstand wissenschaftlicher Untersuchungen der mehr als 40 Forscher des Museums. Zum Museum gehört eine wissenschaftliche Spezialbibliothek, die ca. 151.000 Medieneinheiten (überwiegend Schriftgut aus den Gebieten Zoologie, Bodenzoologie, Botanik, Ökologie, Geologie und Paläontologie) aufweist. Sie bietet neben Fachliteratur für die Forschungsarbeit der Wissenschaftler auch allgemeinverständliche Literatur aus den Bereichen der Naturwissenschaften und der Geschichte der Region und kann durch die Öffentlichkeit genutzt werden.

## Ausstellungen

### Dauerausstellungen

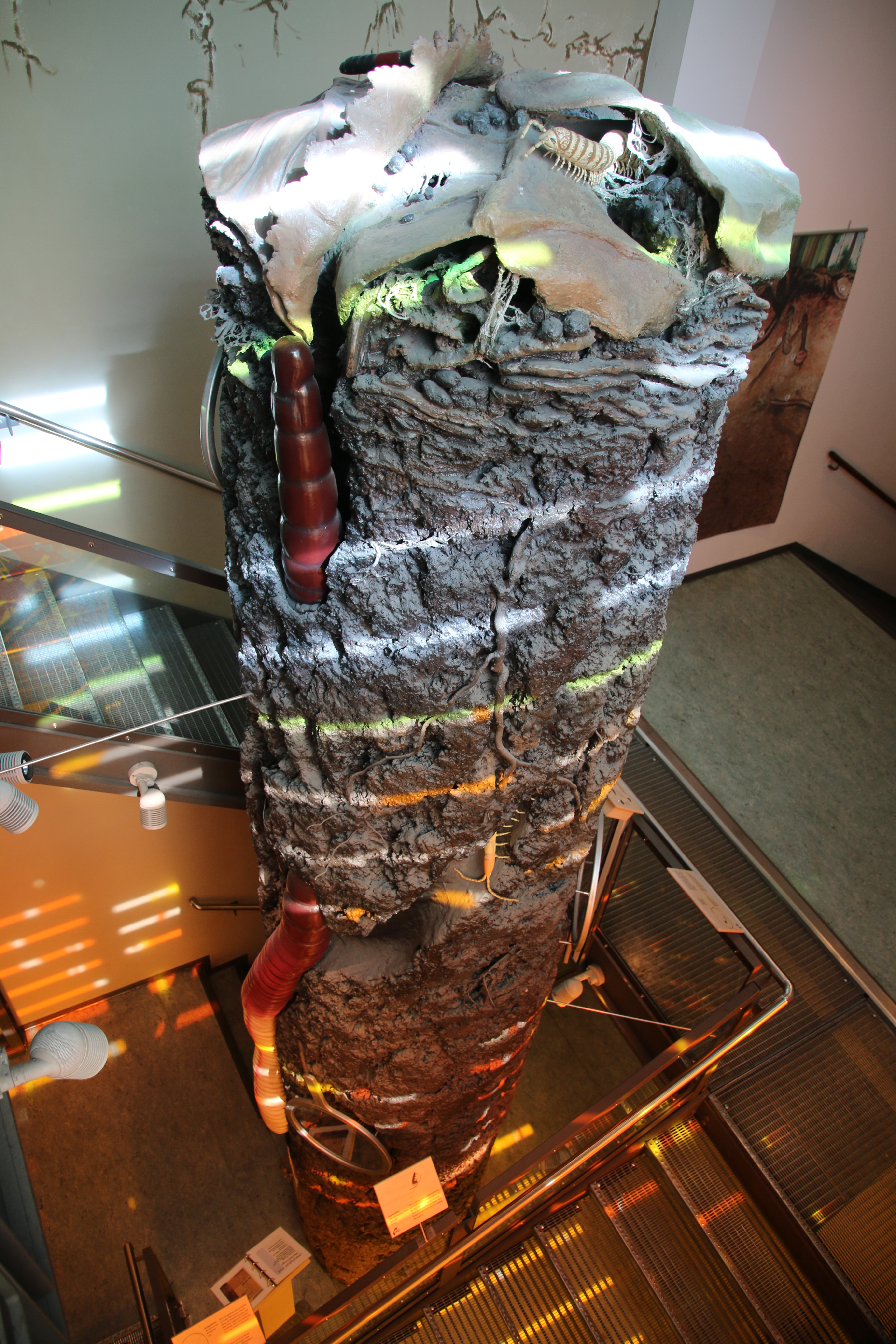
30fach vergrößerte Bodensäule

Das Museum stellt auf 1200 m² Ausstellungsfläche seine Exponate aus:
- Naturnah gestaltete Dioramen zeigen speziell präparierte Lebensräume der Oberlausitz mit ihren typischen Pflanzen und Tieren (Wolf, Seeadler) – von den Kiefernheiden im Norden bis in das Zittauer Gebirge im Süden.
- Die Geologie-Ausstellung zeigt die wechselvolle Geschichte der Region: Vulkane, Meeresstrände und Kohlewälder. Aber auch die Eiszeit prägte die Landschaft, wie die Funde von Mammut und Auerochse beweisen.
- An einer 30fach vergrößert dargestellten Bodensäule werden das Edaphon des Bodens gezeigt.
- In der Regenwald- und der Savannenausstellung werden große und kleine, bekannte und unbekannte Bewohner vorgestellt: vom Schnabel- bis zum Fingertier, von der Harpyie bis zum Strauß, vom Gorilla bis zum Tiger.
- Ein Vivarium mit 70 lebenden Tierarten aus den Regenwäldern und aus heimischen Gefilden in 12 aufwändig gestalteten Landschaftsbecken auf einer Fläche von 100 m²[5] ergänzt die anderen Dauerausstellungen. Für die Besucher werden regelmäßig Schaufütterungen angeboten. Es sind Raritäten wie der Schwarze Süßwasserstechrochen aus Brasilien, Madagassische Tomatenfrösche oder auch der Senegal-Flösselhecht, ein „lebendes Fossil“, zu sehen. Aber auch einheimische Arten wie Ringelnattern oder die Eurasische Zwergmaus sind vertreten.

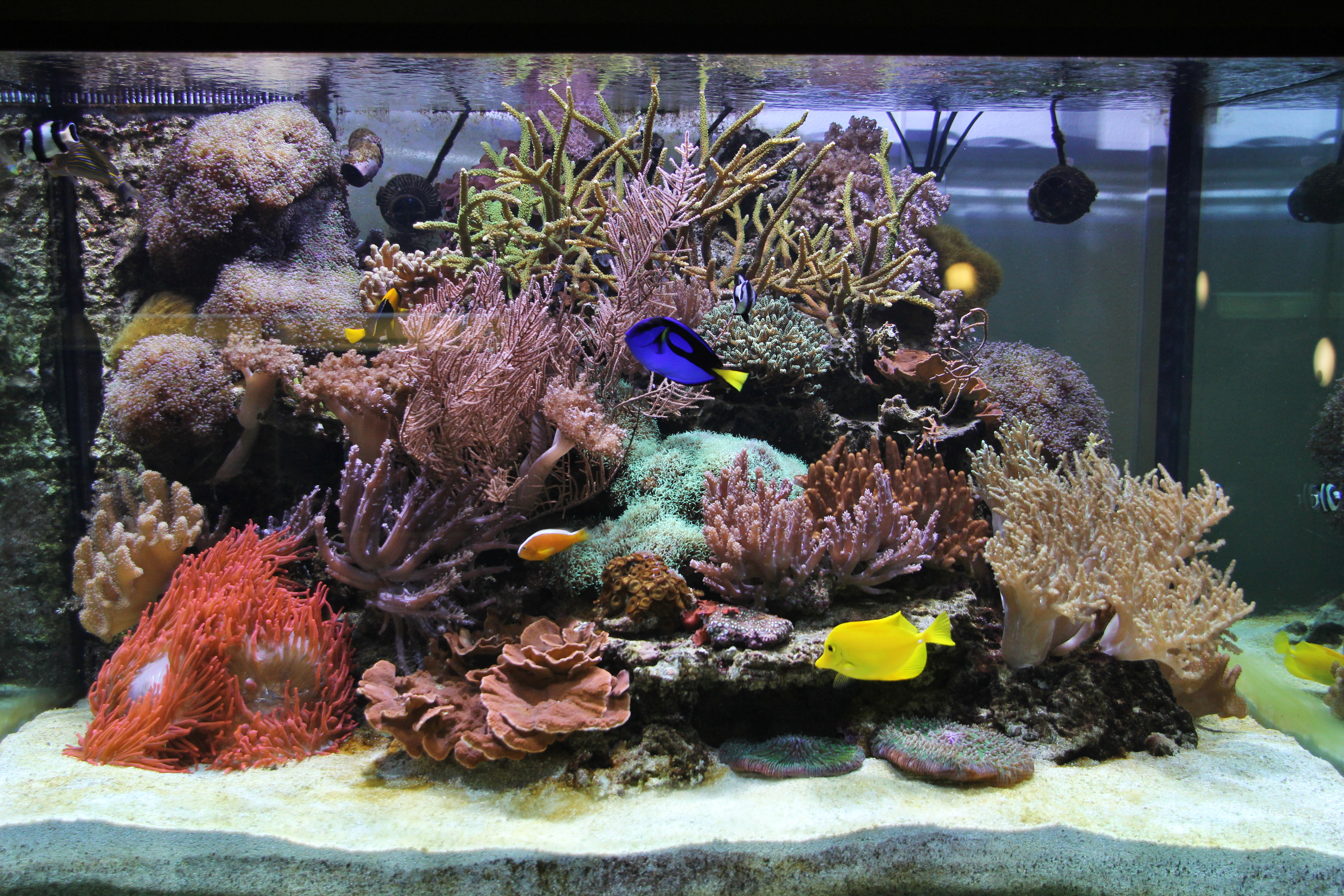
Aquarium
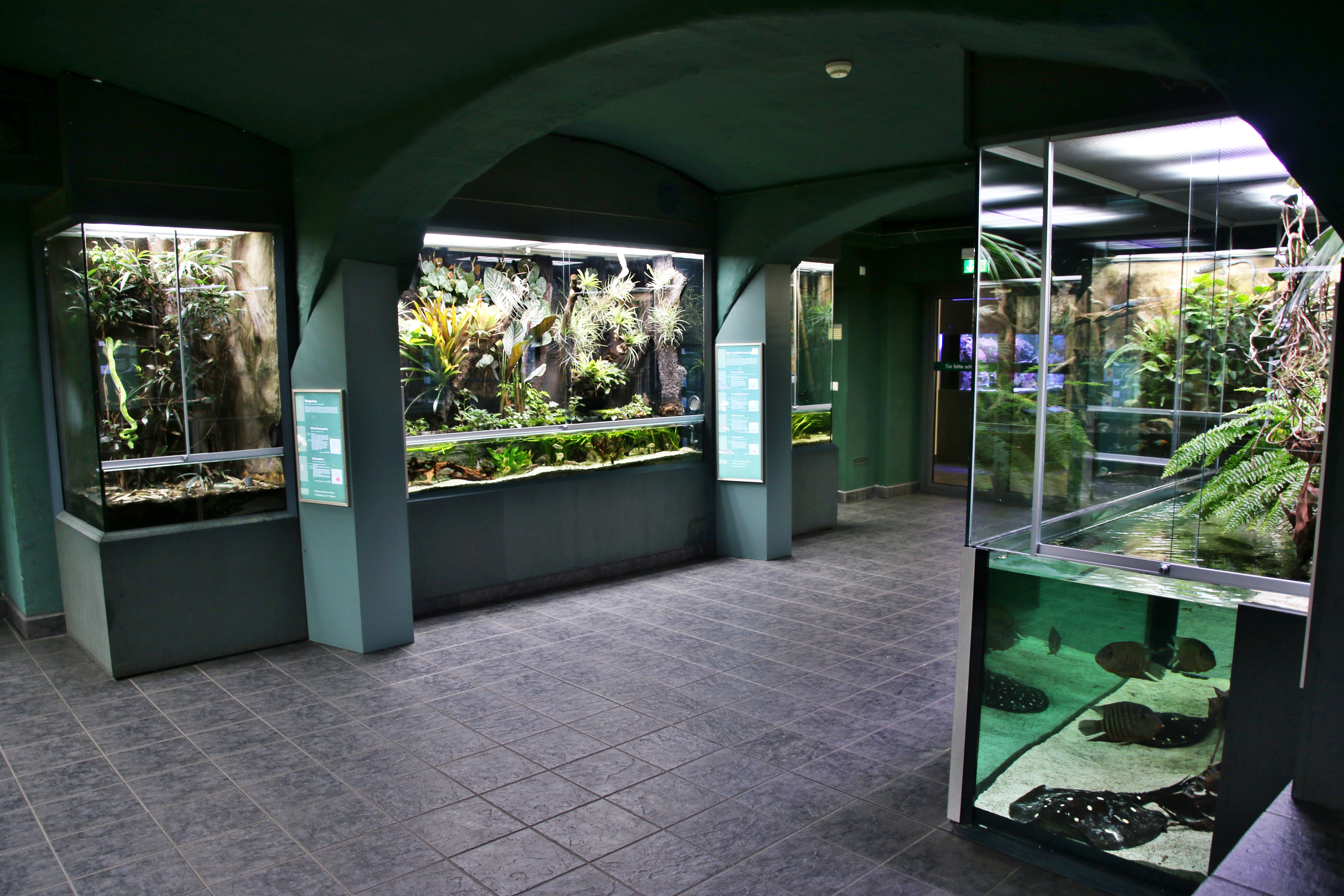
Vivarium
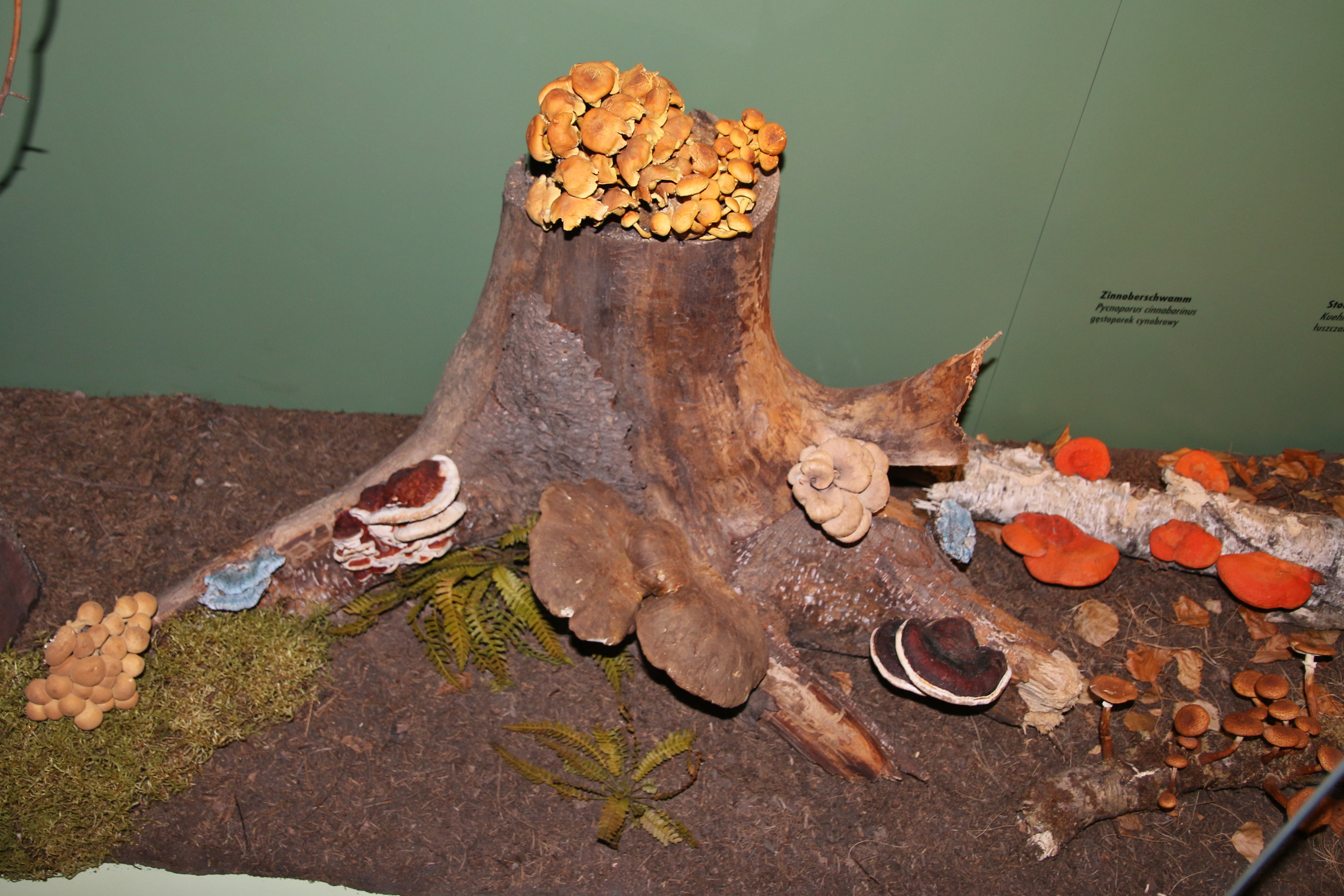
Dauerausstellung Mykologie
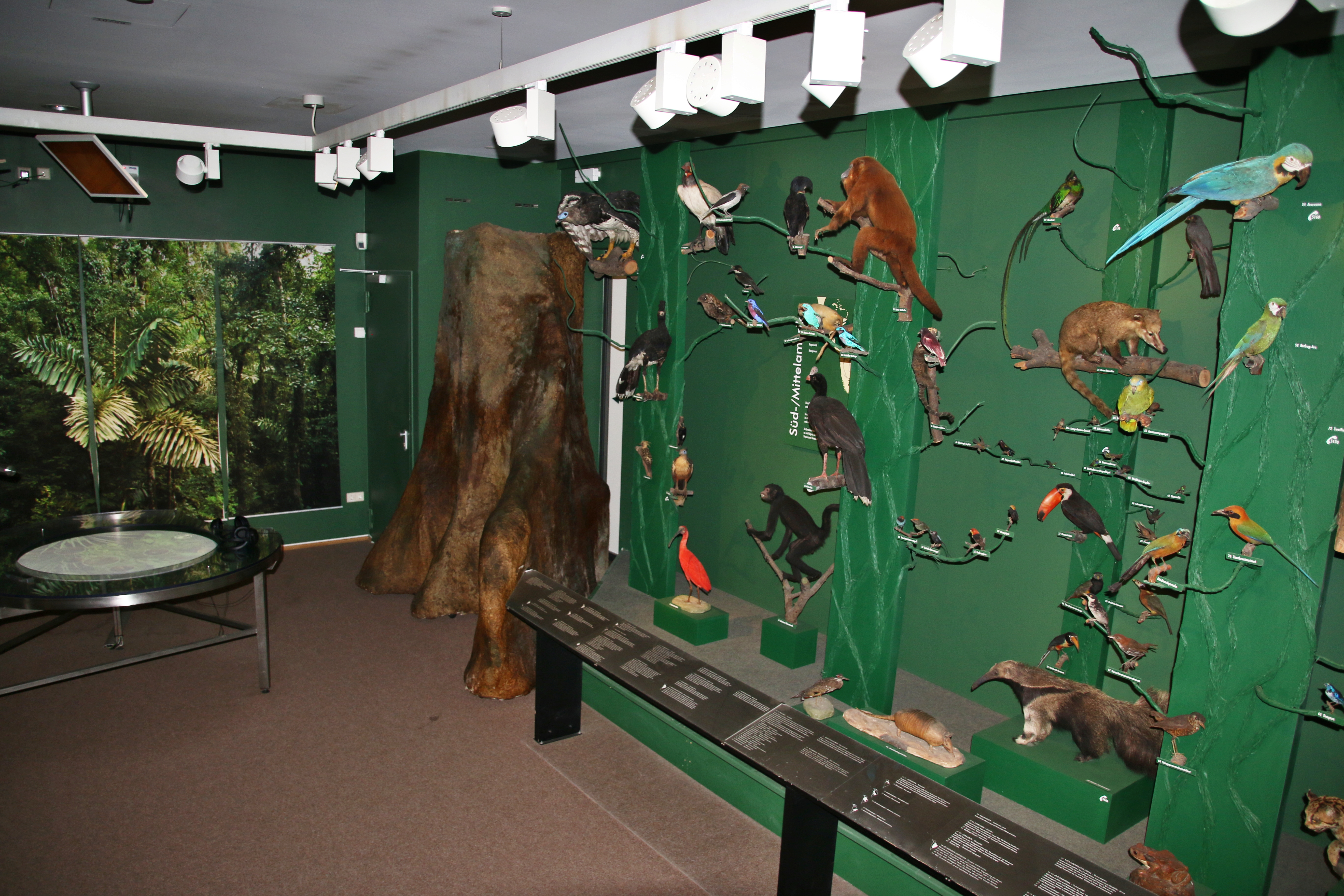
Dauerausstellung Regenwald
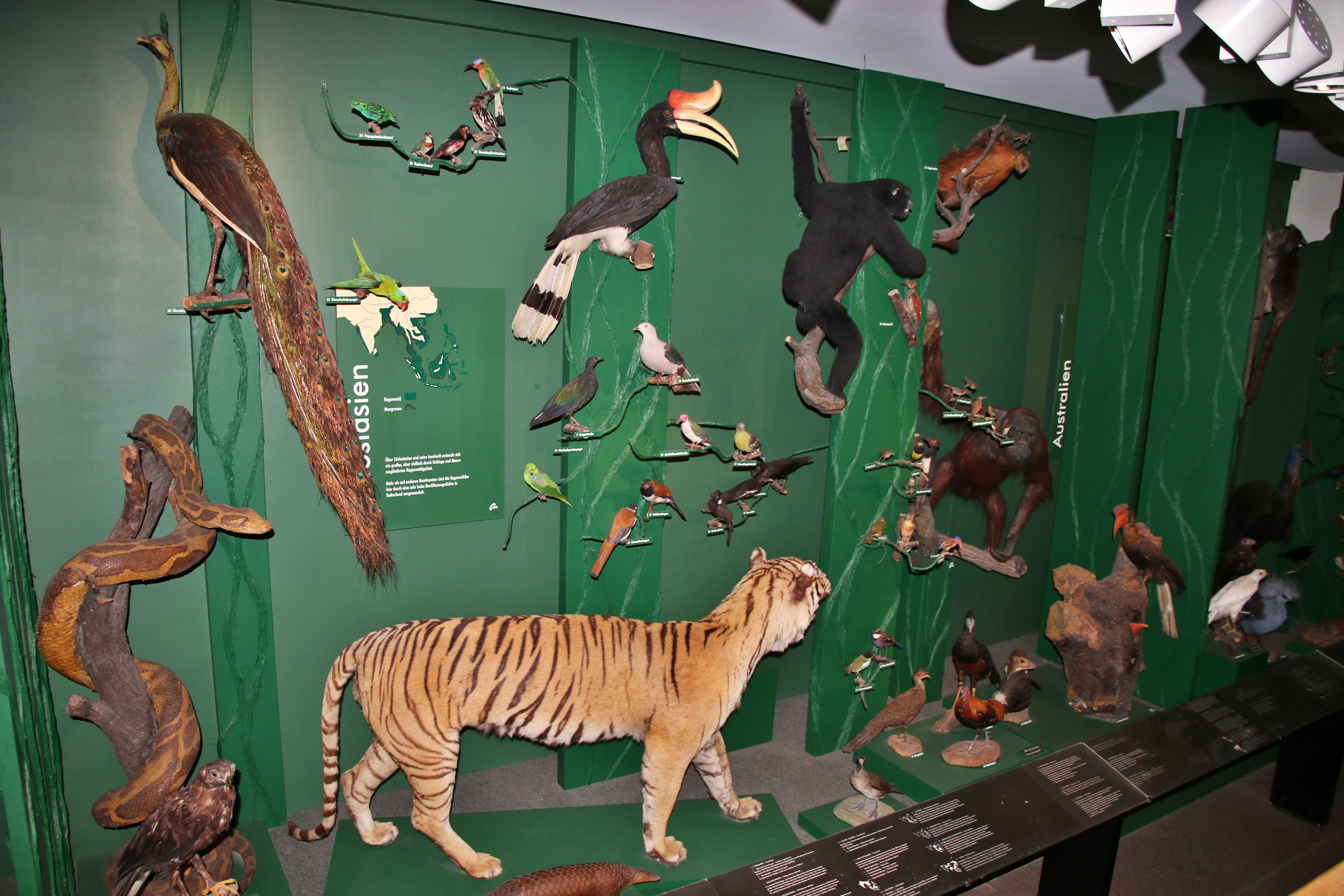
Dauerausstellung Regenwald
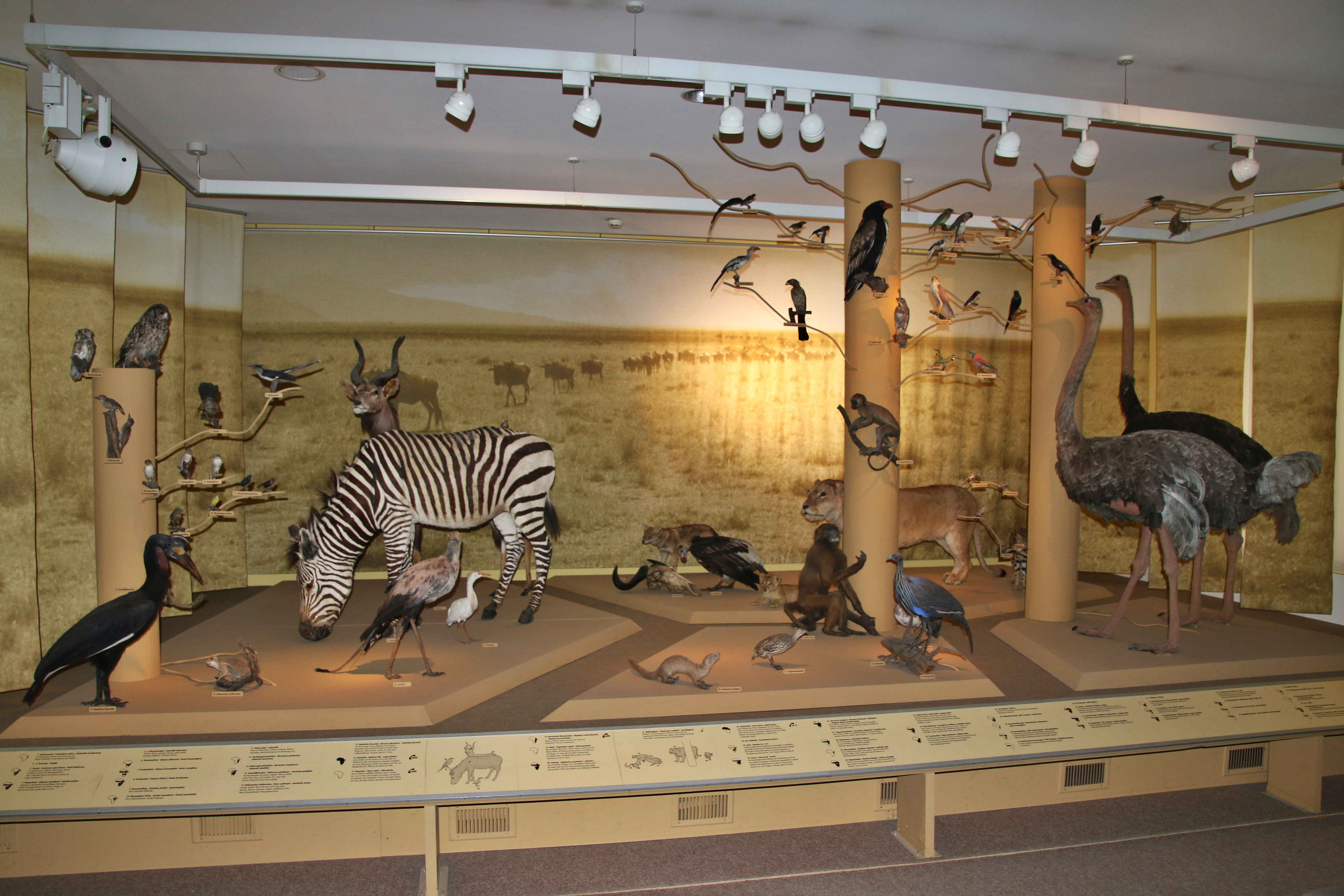
Dauerausstellung Savanne
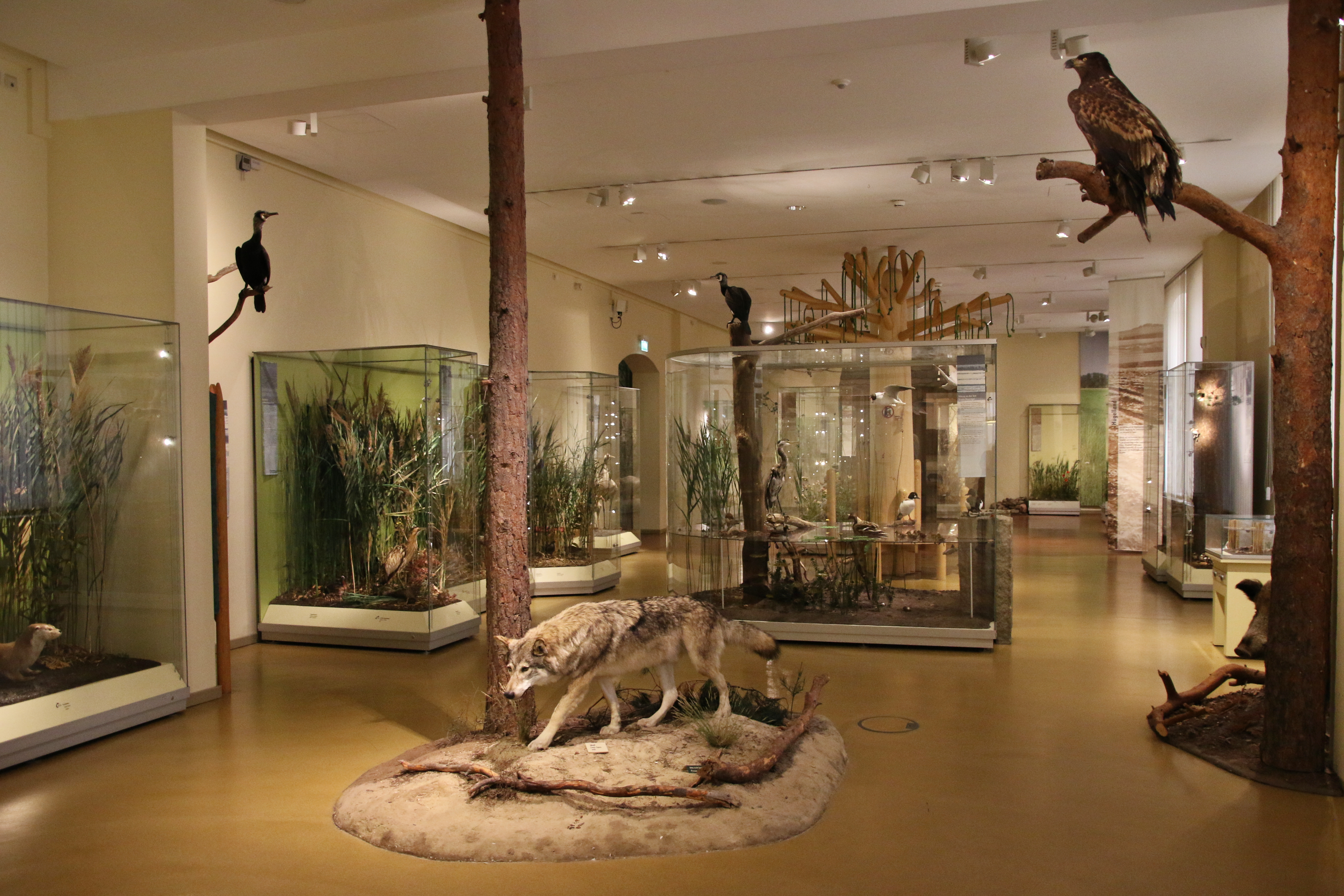
Dauerausstellung Dioramen
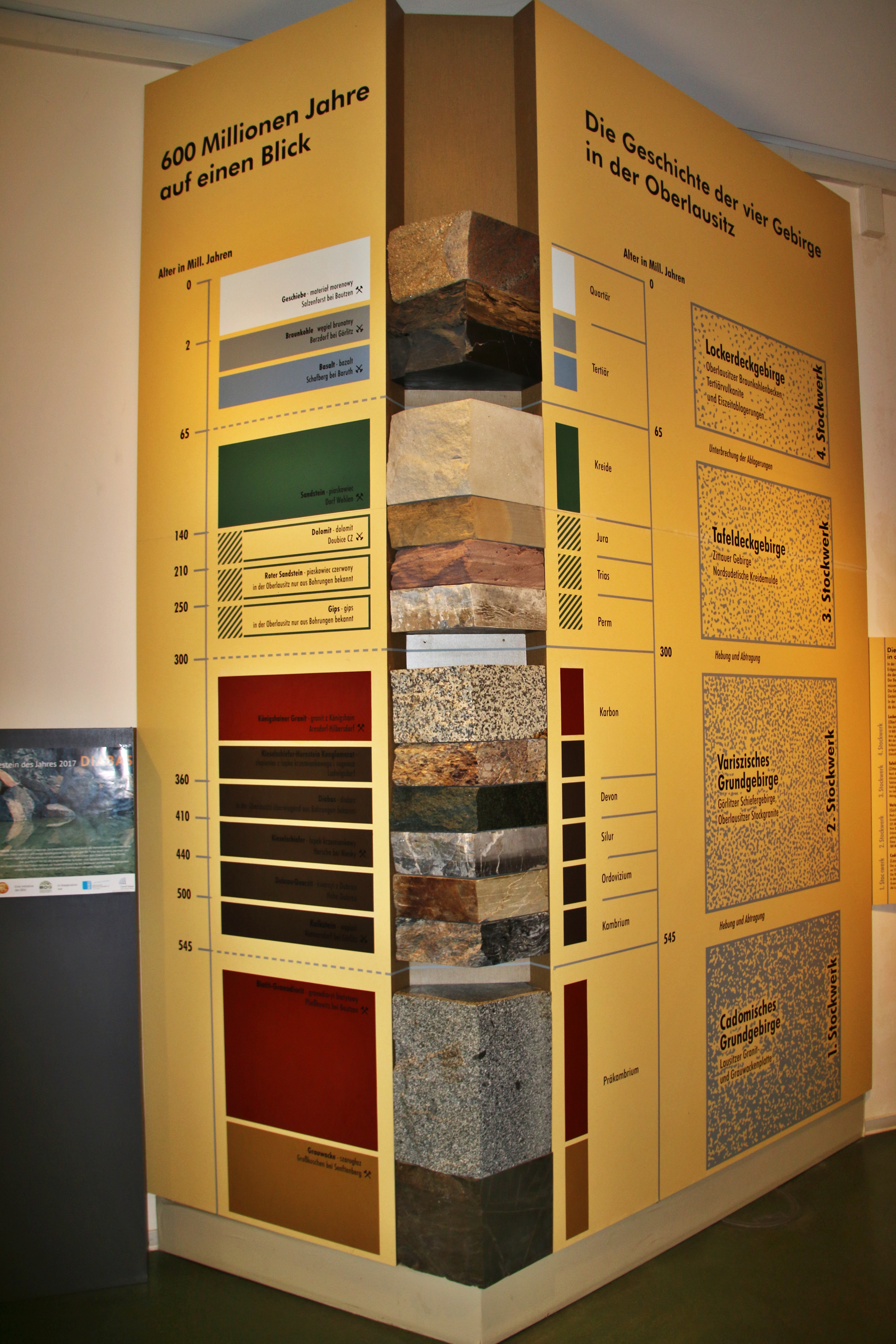
Dauerausstellung Geologie

Darüber hinaus bietet das Museum Spielbereiche, multimediale, interaktive Lernangebote und Videofilme. Audioführer in deutscher, englischer und polnischer Sprache sind kostenlos an der Kasse erhältlich. Die Ausstellungen sind für behinderte Besucher barrierefrei zugänglich. Führungen, Kinderveranstaltungen und -geburtstage können über die Museumspädagogik erfragt werden.

### Sonderausstellungen
Jeweils zwei Sonderausstellungen erweitern das Programm des Museums. Sonderausstellungen waren (Auswahl):
- Mechanische Tierwelt (vom 13. Mai 2017 bis zum 15. Oktober 2017)[6]
- Die Kunst der botanischen Malerei – Aquarelle von Tetiana Laskarevska (vom 18. August bis zum 18. November 2018)
- Tricture 3D – Deine Reise in die Urzeit! (vom 20. Januar bis zum 12. August 2018)
- T. rex & andere coole Köpfe – Form und Funktion der Schädel (8. September 2018 bis 25. April 2019)
- Kippenboden – Boden des Jahres 2019 (vom 23. März bis 10. Juni 2019)
- Amphibios – Vom Wunder der Verwandlung (vom 18. Mai bis 3. November 2019)
- Bedrohte Schönheiten – Gemälde von Bernd Pöppelmann (29. Juni bis 17. November 2019)
- Sachsen hebt seine Schätze (vom 30. November 2019 bis 8. März 2020)
- »Alles Schei...« Über die Bedeutung von Kot für Ökologie, Wirtschaft und Forschung (vom 16. November 2019 bis 19. April 2020)
- Wundersame Riesenkäfer – Dicke Brummer im Senckenberg Museum für Naturkunde Görlitz! (vom 21. März bis 21. Juni 2020)
- In der Eingangshalle informiert seit 2011 eine temporäre Ausstellung über die 200-jährige Geschichte der Naturforschenden Gesellschaft der Oberlausitz und das Museum für Naturkunde in Görlitz.

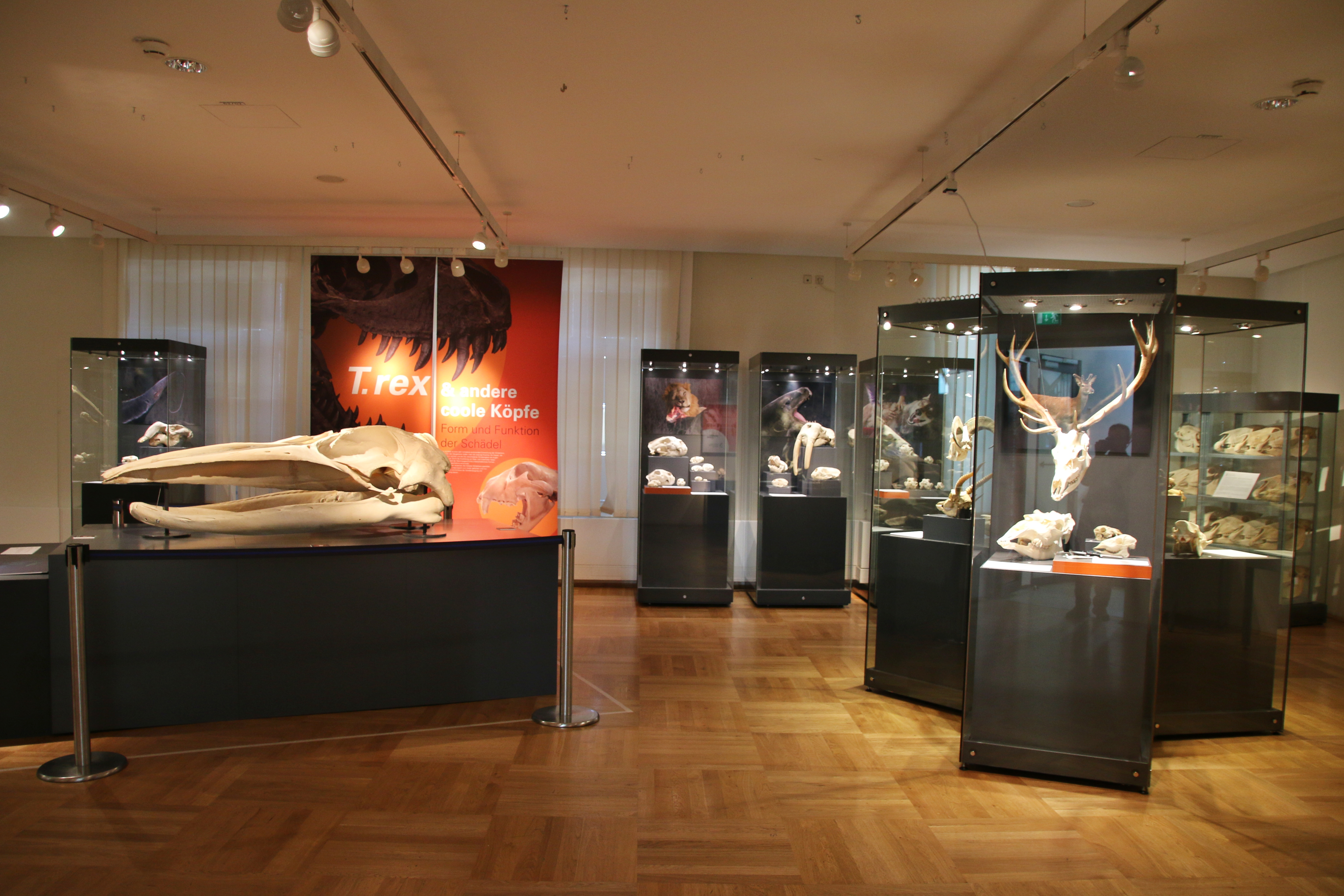
Sonderausstellung „T. rex & andere coole Köpfe“ 2018
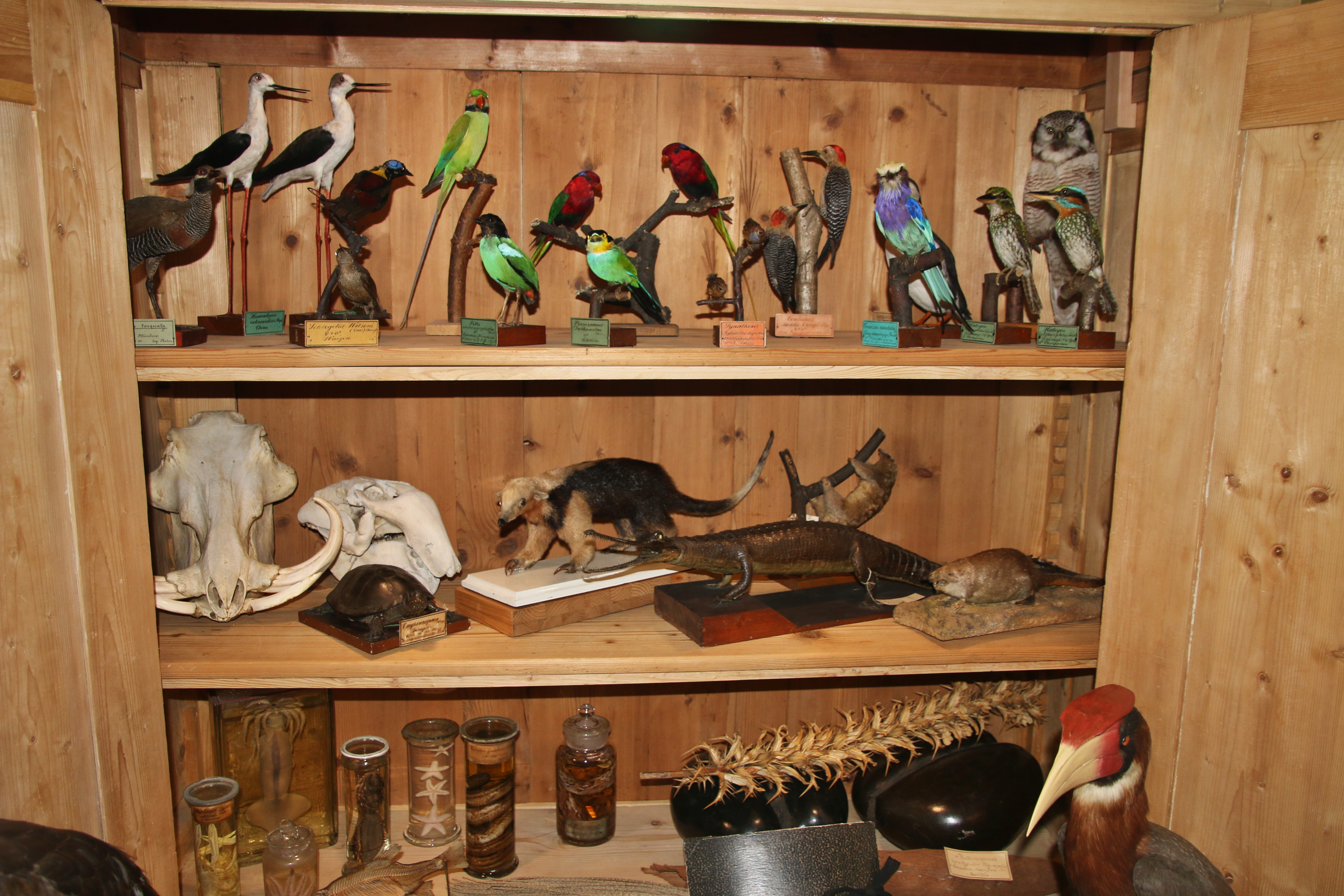
Ausstellungsvitrine zur 200-jährigen Geschichte der Naturforschenden Gesellschaft der Oberlausitz

### Wanderausstellungen
Das Museum hat in den 2010er Jahren ca. ein Dutzend internationale Wanderausstellungen entwickelt und damit die eigene Forschung international präsentiert.
Dazu gehören:
- Die dünne Haut der Erde – Unsere Böden (Kammer des Lebens: Bodentiere und ihre Biologie, Kammer der Krümel: Bodentypen – ihre Zusammensetzung und Nutzung, Kammer des Wissens: Böden, Bodenbiodiversität und der Mensch, Kammer des Schreckens: Gefährdung von Böden)[7]
- Via Regia – Straße der Arten (Ausstellung stellt die Rolle verschiedener Tier- und Pflanzenarten als Handelswaren, Nahrungsmittel, Jagdgut, exotische Attraktion und blinde Passagiere auf der alten Handelsstraße Via Regia dar)[8]
- Wölfe (vermittelt am Beispiel der Lausitzer Wölfe wissenschaftlich fundierte Erkenntnisse zur Biologie und Ökologie frei lebender Wölfe)[9]
- Im Land der Gräser und wilden Pferde – Biologische Forschungen in der Mongolei[10]
- Schweben.Leben. – Belebte Wassertropfen (zeigt in einem überdimensionalen Wassertropfen Filmaufnahmen verschiedener »Schwebe-Lebewesen« und Großfotos von Plankton und großformatige Reproduktionen aus „Kunstformen der Natur“ von Ernst Haeckel auf Bannern)[11]
- Fotoausstellungen: Leben unter Wasser 2012, 2014 und 2016
- Schwerelos – Die Welt im Wasser: Fotografien von Armin und Birgit Trutnau
- Fotoausstellung: Gigantischklein (rasterelektronenmikroskopische Tieraufnahmen aus der wissenschaftlichen Arbeit des Museums)
- Out Of Focus: Naturfotografien von Axel Gebauer

Im Jahr 2018 waren zehn Görlitzer Wanderausstellungen auf Tour.